# Schwartz-Jampel-Syndrom
Das Schwartz-Jampel-Syndrom (SJS) ist ein sehr selten angeborenes Fehlbildungssyndrom mit den Hauptmerkmalen generalisierter Myopathie und Skelettdysplasie.
Synonyme sind: Aberfeld-Syndrom; Burton Skelettdysplasie; Burton-Syndrom; Catel-Hempel-Syndrom; Chondrodystrophie, myotone; Chrondrodystrophia myotinica; Dysostosis enchondralis metaepiphysaria vom Catel-Hempel Typ; Osteo-chondro-muskuläre Dystrophie
Die Namensbezeichnungen beziehen sich auf die Autoren der Erstbeschreibung aus dem Jahre 1962 durch den US-amerikanischen Pädiater Oscar Schwartz und Neuro-Ophthalmologen Robert Steven Jampel und einem Kommentar von Donald C. Aberfeld aus dem Jahre 1979.

## Einteilung
Es kann unterschieden werden zwischen der
- klassischen Form (Schwartz-Jampel-Aberfeld-Syndrom; Schwartz-Jampel-Syndrom Typ 1)
- neonatalen Form (neonatales Schwartz-Jampel-Syndrom; Schwartz-Jampel-Syndrom Typ 2), zu letzterer siehe unter Stüve-Wiedemann-Syndrom.

## Verbreitung
Die Häufigkeit wird mit unter 1 zu 1.000.000 angegeben, bislang wurde über etwa 100 Betroffene berichtet. Die Vererbung erfolgt autosomal-rezessiv.

## Ursache
Der Erkrankung liegen Mutationen im HSPG2-Gen auf Chromosom 1 Genort p36.12 zugrunde, welches für Perlecan kodiert.

## Klinische Erscheinungen
Klinische Kriterien sind:
- Manifestation kurz nach der Geburt
- Myotonie mit Blepharophimose, starrer Mimik
- steifes Gangbild, eingeschränkte Streckbarkeit der Gelenke, bis zur Adoleszenz zunehmend
- Dysphagie
- Skelettdysplasie der langen Röhrenknochen
- proportionierter Kleinwuchs

oft auch Myopie, Katarakt, Stridor, Hypoplasie des Larynx, Kielbrust, Hüftdysplasie oder Kyphose
Mitunter können tiefsitzende, fehlgeformte Ohren und Mikrogenie inzukommen.

## Diagnose
Im Röntgenbild finden sich häufig abgeflachte Wirbelkörper, Hüftdysplasie, gekrümmte Diaphysen und unregelmäßige Epiphysen.
Die Myotonie kann in der Elektromyographie, der Perlecan-Mangel mittels Immunzytochemie in Biopsien nachgewiesen werden.

## Differentialdiagnose
Abzugrenzen sind das Stüve-Wiedemann-Syndrom und schwere Formen von angeborenen Myotonien sowie das Marden-Walker-Syndrom.